# Église San Giovanni in Fonte
L'église San Giovanni in Fonte est une église catholique du centre de Vérone. Construite en 1123 et incluse dans le complexe de la cathédrale de Vérone, elle en est le baptistère.

## Extérieur
La maçonnerie extérieure est faite de rangées de briques (rouges) alternant avec une rangée de tuf (blanc). Elle est typique de la fin de la période romane. Sur le mur extérieur de la nef il y a une frise semblable à celle de l'église de Santa Maria Antica.

## Intérieur
Un baptistère attenant aux basiliques et à l'évêché est attesté dès l'époque paléochrétienne. Les fonts baptismaux actuels datent du début du IXe siècle et ont été restaurés au XIIe siècle après le tremblement de terre de 1117 vers 1123 par la volonté de l’évêque Bernardo.
Il existe encore des fragments de fresque du XIIIe siècle dont une Vierge à l'Enfant. L’absidiole de droite est la seule à avoir conservé son décor à fresques de la première moitié du XVe siècle.

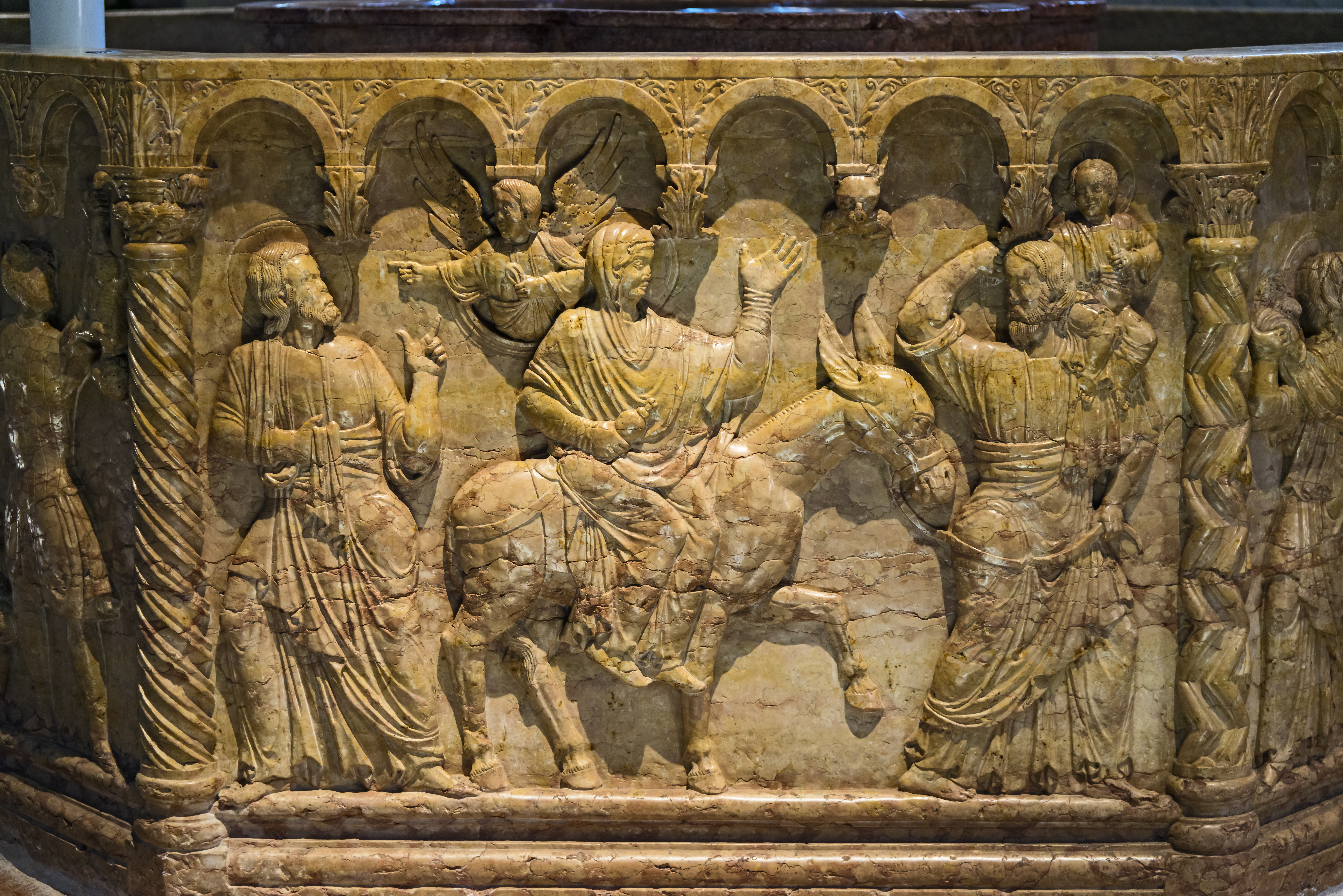
La Fuite en Égypte.
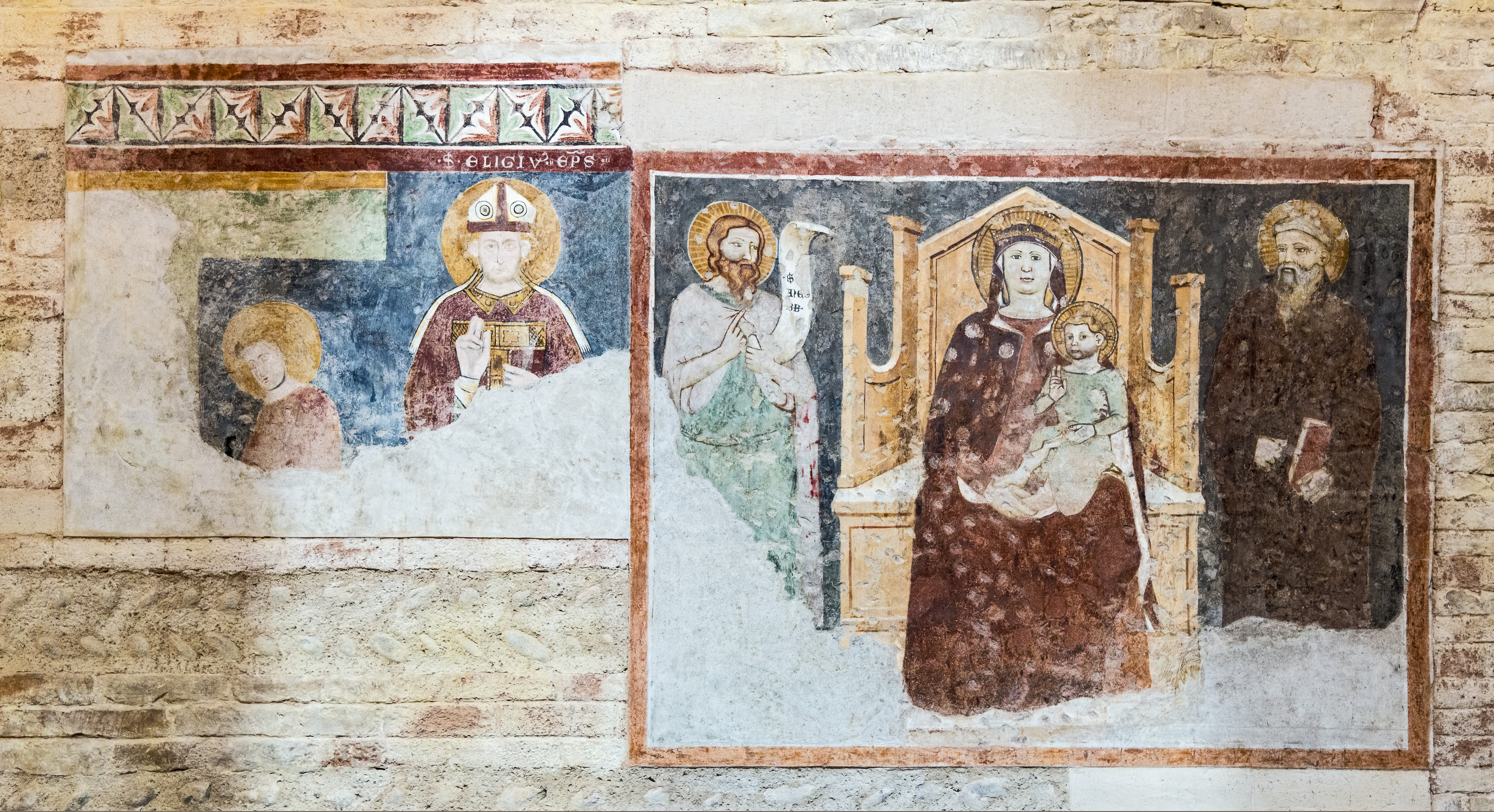
Fresque Vierge à l'Enfant.
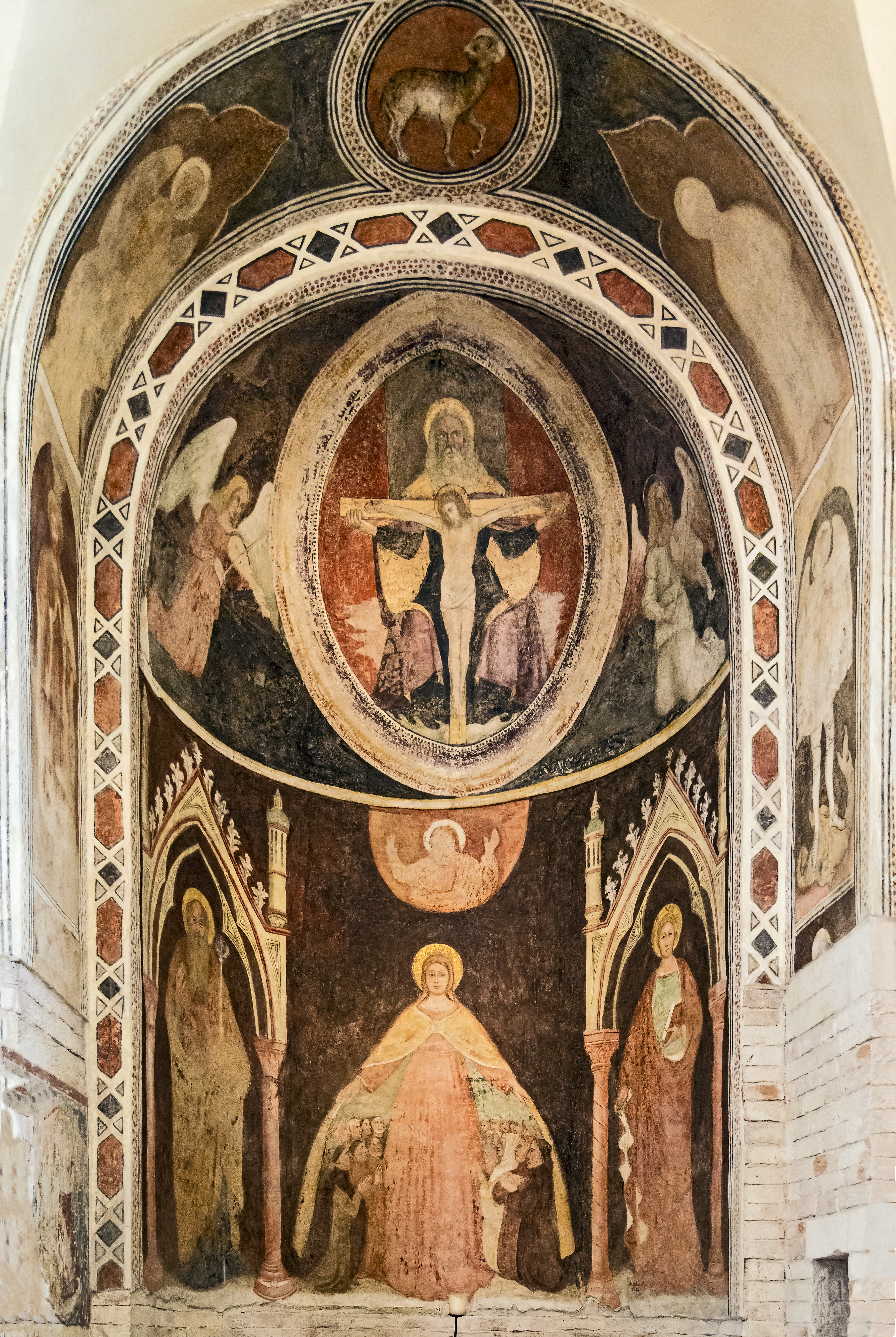
L’absidiole de droite.